# Onthophagus denudatus
Onthophagus denudatus là một loài bọ cánh cứng trong họ Bọ hung (Scarabaeidae).